# Ozodiceromya nigra
Ozodiceromya nigra är en tvåvingeart som först beskrevs av Thomas Say 1823.  Ozodiceromya nigra ingår i släktet Ozodiceromya och familjen stilettflugor.
Artens utbredningsområde är Pennsylvania. Inga underarter finns listade i Catalogue of Life.